# Nhạn sọc nhỏ
Nhạn sọc nhỏ, tên khoa học Cecropis abyssinica, là một loài chim trong họ Hirundinidae.